# Psectrocladius seiryuheius
Psectrocladius seiryuheius är en tvåvingeart som beskrevs av Sasa, Suzuki och Sakai 1998. Psectrocladius seiryuheius ingår i släktet Psectrocladius och familjen fjädermyggor. Inga underarter finns listade i Catalogue of Life.